# Joachim Schultze (Mediziner)
Joachim L. Schultze (* 30. April 1965 in Heidenheim an der Brenz) ist ein deutscher Immunologe und Genomforscher.

## Leben
Nach dem Medizinstudium in Tübingen begann er 1991 seine medizinische Weiterbildung in der Klinik für Hämatologie und Onkologie der Uniklinik Freiburg. 1993 wechselte er an das Dana-Farber Cancer Institute der Harvard Medical School in Boston und arbeitete dort zusammen mit Lee Nadler an der Entwicklung neuer Behandlungsmethoden für Krebs. 2002 nahm er eine C3-Stiftungsprofessur für Tumorimmunologie am Klinikum der Universität zu Köln an. 2004 gründete er zusammen mit einem nationalen Expertenteam das Virtuelle Institut für Interdisziplinäre Präventionsforschung. Im November 2007 erhielt Joachim Schultze die W3-Professur für Genomics and Immunoregulation am LIMES-Institut der Universität Bonn. Seit 2018 leitet Joachim Schultze die PRECISE Platform for Single Cell Genomics and Epigenomics an der Universität Bonn und am Deutschen Zentrum für Neurodegenerative Erkrankungen (DZNE). Seit 2020 ist Joachim Schultze Direktor für Systemmedizin am DZNE. Joachim Schultze ist Mitglied zahlreicher internationaler Forschungskonsortien, koordiniert das Netzwerk der DFG-geförderten NGS Kompetenzzentren in Deutschland und ist Mitinitiator und Koordinator der Deutschen COVID-19 OMICS Initiative (DeCOI).
Schwerpunkte seiner Forschung sind die Genomforschung, die Regulation des Immunsystems, und die Entwicklung der Systemmedizin.

## Auszeichnungen
- 1997: Fellowship Award der Lymphoma Research Foundation of America
- 1998: Special Fellowship Award der Leukemia & Lymphoma Society
- 1999: Translational Research Award der Leukemia & Lymphoma Society
- 2000: Senior Investigator Award der Multiple Myeloma Research Foundation
- 2002: Sofja-Kovalevskaja-Preis der Alexander-von-Humboldt-Stiftung
- 2020: Highly Cited Researcher 2020 der Web of Science Group[3]

## Belege
1. ↑  Next Generation Sequencing Competence Network (NGS-CN), auf ngs-kn.de
2. ↑  Deutsche COVID-19 OMICS Initiative (DeCOI)(DeCOI)
3. ↑  Zitationsindex der Web of Science Group für J.L. Schultze, abgerufen am 24. Februar 2021.

| Personendaten    | Personendaten                                  |
| ---------------- | ---------------------------------------------- |
| NAME             | Schultze, Joachim                              |
| ALTERNATIVNAMEN  | Schultze, Joachim L.                           |
| KURZBESCHREIBUNG | deutscher Immunologe, Krebs- und Genomforscher |
| GEBURTSDATUM     | 30. April 1965                                 |
| GEBURTSORT       | Heidenheim an der Brenz                        |